# Spangenberg, Hessen
Spangenberg är en stad i Schwalm-Eder-Kreis i Regierungsbezirk Kassel i förbundslandet Hessen i Tyskland.
De tidigare kommunerna Bergheim, Metzebach, Schnellrode und Vockerode-Dinkelberg uppgick i Spangenberg 1 februari 1971 följt av  Mörshausen 1 april 1971, Elbersdorf, Herlefeld, Nausis och Pfieffe 31 december 1971.